# Attacus intermedius
Attacus intermedius är en fjärilsart som beskrevs av Juriaanse och Johannus Lindemans 1920. Attacus intermedius ingår i släktet Attacus och familjen påfågelsspinnare. Inga underarter finns listade i Catalogue of Life.